# Токсово
Токсово (рус. Токсово, фин. Toksova) насељено је место са административним статусом варошице (рус. посёлок городского типа) на северозападу европског дела Руске Федерације. Налази се на северозападу Лењинградске области и административно припада Всеволошком рејону.
Према проценама националне статистичке службе за 2015. у вароши је живело 5.667 становника.
Статус насеља урбаног типа, односно варошице носи од 1963. године.

## Географија
Варошица Токсово смештена је у централном делу Всеволошког рејона, нешто северније од Санкт Петербурга, односно на око 24 километра од рејонског центра Всеволошка.
Насеље се налази на подручју Лемболовског побрђа Карелијске превлаке, и лежи између два ледничка језера: Кавголовског на северозападу и Хепојарви на североистоку.

## Историја
Први писани подаци о насељу односе се на један катастарски спис Водске пјатине Новгородске земље из 1500. године у којем се на чак четири места помиње село под именом Токсово. Насеље се на мапи први пут појављује 1580. године на Карти Карелије као село Токсова (Tocksova).
Током периода шведске управе на том подручју у XVII веку Токсово се развило у значајан верски и културни центар. Године 1625. основана је Токсовска лутеранска општина, а прва лутеранска црква која је саграђена у насељу изгорела је у пожару 1704. године. Првобитна црква поново је саграђена 1757. године, али је и њу задесила слична судбина неколико деценија касније. На послетку је некадашњу цркву брвнару заменила кућа у којој је становао локални лутерански свештеник, док је на истом локалитету 1887. подигнута камена лутеранска црква посвећена светим апостолима Петру и Павлу.
На етнографској мапи Санктпетербуршке губерније из 1849. године насеље је означено као село Toxowa и било је насељено углавном Ингерманланђанима (етнолошком групом која припада Финцима).
Одлуком државних власти из 1930. Токсово је службено проглашено одмаралиштем. Од 1930. до 1936. насеље је служило као административни центар Кујвозовског финског националног рејона, а потом и као седиште Токсовског рејона тадашње Лењинградске области.
Према статистичким подацима из 1940. године у насељу је постојало 511 кућа, док је уочи почетка рата на целом подручју око села живело 5.375 становника који су се углавном бавили пољопривредом.
Након рата насеље се развило као значајан центар зимских спортова, посебно за биатлон, скијашко трчање и ски скокове.
Насеље је садашњи званични статус вароши добило 13. маја 1963. године.

## Демографија
Према подацима са пописа становништва 2010. у вароши је живело 6.127 становника, док је према проценама националне статистичке службе за 2015. варошица имала 5.677 становника.
| 1939. | 1959. | 1970. | 1979. | 1989. | 2002. | 2010. | 2015. |
| ----- | ----- | ----- | ----- | ----- | ----- | ----- | ----- |
| 2,703 | 6,950 | 7,616 | 6,260 | 5,699 | 5,893 | 6,127 | 5,677 |

У насељу се налази велики број викендица чији су власници становници Санкт Петербурга, те се лети број становника у вароши пење и до 40.000 људи.
Све до Другог светског рата доминантну популацију у вароши чинили су Финци који су тако према подацима из 1920. чинили готово 90% становништва. Број Финаца је након рата постепено опадао, а према подацима са пописа из 2002. године чинили су тек око 2% од укупне популације.